# 로맨스 가족
"로맨스 가족"은 1963년 공개된 대한민국의 영화이다.

## 배역
- 엄앵란
- 이대엽
- 조미령
- 박암
- 양훈
- 전계현
- 황정순
- 박종화
- 남미리
- 이진희
- 김유림
- 조정자
- 최성호
- 서영춘
- 변기종
- 성소민
- 이해룡
- 박일